# Epilobium prionophylloides
Epilobium prionophylloides är en dunörtsväxtart som beskrevs av Hand.-mazz.. Epilobium prionophylloides ingår i släktet dunörter, och familjen dunörtsväxter. Inga underarter finns listade i Catalogue of Life.